# Serrodes basisignum
Serrodes basisignum är en fjärilsart som beskrevs av Walker 1858. Serrodes basisignum ingår i släktet Serrodes och familjen nattflyn. Inga underarter finns listade i Catalogue of Life.